# Adrien de Gerlache de Gomery
Adrien de Gerlache de Gomery (Hasselt, 2 de agosto de 1866 - Bruselas, 4 de diciembre de 1934) fue un oficial de la marina y explorador polar belga.

## Juventud y servicio militar
Adrien de Gerlache de Gomery fue el hijo mayor de un oficial noble. Aunque la familia tenía tradición militar, en 1886 se alistó contra los deseos de sus padres en la marina belga. Con veintidós años fue promocionado al rango de lugarteniente segundo y en octubre de 1890 a lugarteniente. Realizó su servicio en un barco de la guardia pesquera en la línea Ostende-Dover aunque deseaba, sin embargo, una vida de aventuras.
En 1895 tomó parte en un viaje hacia Jan Meyen y Groenlandia, lo que le ayudó a decidirse por la senda de la exploración polar. Recibió noticias del proyecto del explorador sueco Adolf Erik Nordenskiöld, de recorrer la inexplorada Tierra de Graham y atreverse a pasar el invierno allí. Cuando el plan de Nordenskiöld se malogró por carencias financieras, lo llevó a cabo de Gerlache de Gomery adaptando un proyecto propio.
También la expedición belga corrió peligro de fracasar por falta de dinero. Primero intervino el rey Leopoldo II de Bélgica y ordenó a la sociedad geográfica local que ayudara a de Gerlache de Gomery y llegaron los primeros fondos. La suma de lo aportado por la sociedad alcanzó los 200 000 francos belgas, y más tarde le dieron un donativo 25 000 del productor de natrón Ernest Solvay. Aunque los objetivos científicos de la expedición se remarcaron públicamente (debían determinar exactamente el lugar del polo sur magnético), había también intereses económicos tangibles. Mediante la inspección geológica y cartográfica debían encontrar nuevos yacimientos de materias primas e incrementar las propiedades coloniales belgas mediante la toma de posesión de tierras a través de la exploración, como era habitual en la época.

## La expediciónBélgica1897–1899

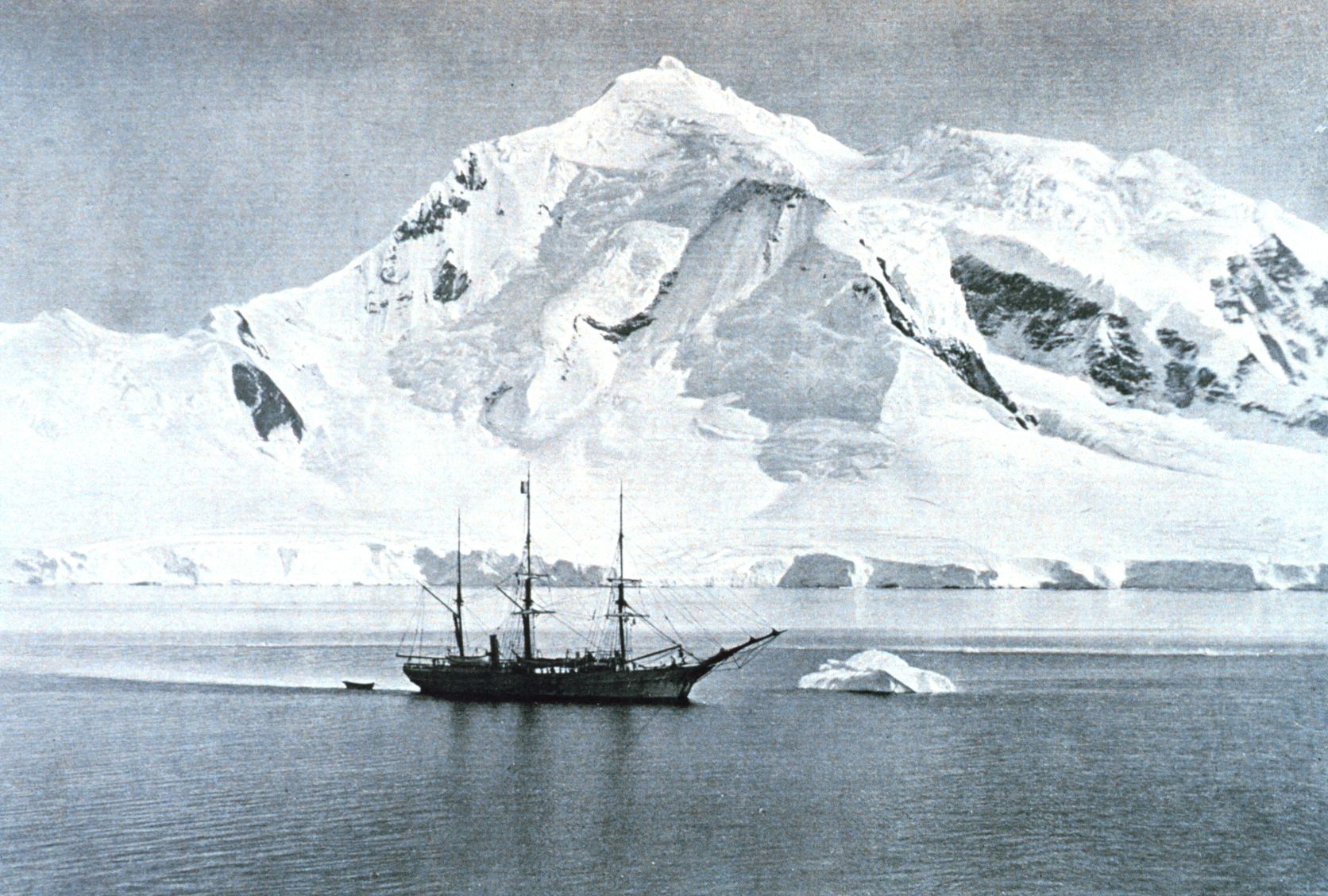
El Bélgica en el Monte William.

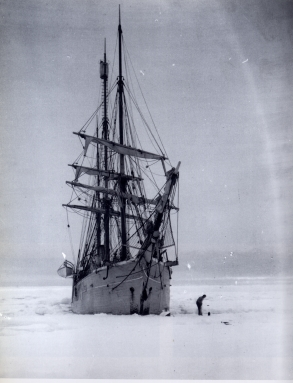
El Bélgica varado en el hielo.

Por la mitad de los fondos de la expedición se adquirió en Noruega un barco que se llamaba Patria, que se repintó y se rebautizó con el nombre de Bélgica. El barco estaba equipado con velas y una máquina de vapor de 150 caballos de vapor, tenía 30 metros de eslora, 7 metros de manga y una profundidad de 5 metros. Por razones financieras se canceló una modificación para preparar el barco para los hielos. En el inicio del viaje el barco recibió la visita del célebre explorador polar Fridtjof Nansen, que deseó suerte a la tripulación, compuesta de belgas, rumanos, polacos y noruegos. Ninguno de ellos, excepto el capitán de Gerlache de Gomery, tenía experiencia en mares helados. El segundo oficial era el todavía desconocido Roald Amundsen, que en 1911 se convertiría en el primer hombre en pisar el Polo Sur Geográfico.
El 16 de agosto de 1897 el Bélgica dejó el Puerto de Amberes. El médico abandonó en el último minuto el barco, así que se recogió en Río de Janeiro al estadounidense de origen alemán Frederick Cook, que sería el nuevo médico de a bordo, y que más tarde diría que fue el primer hombre en llegar al Polo Norte, aunque es dudoso que así fuese.
La expedición estuvo castigada desde el principio por la mala suerte. Tormentas y arrecifes dañaron el barco y parte de la tripulación cayó enferma y tuvieron que dejarla atrás en Chile. Al principio de 1898 el Bélgica llegó a aguas del Antártico, pero la serie de infortunios continuó. El 22 de enero el marino noruego Carl-August Wiencke cayó al agua y se ahogó a pesar de los intentos por rescatarle. En su honor se bautizó a una de las numerosas islas del Archipiélago Palmer recién descubiertas.
En marzo de 1898 el Bélgica llegó al punto más al sur que se había llegado hasta el momento, la exaltación del logro y los descubrimientos realizados, hicieron que Adrien de Gerlache Gomery desperdiciara la oportunidad de buscar un lugar donde pasar el invierno para la tripulación y devolver el barco a aguas no heladas. Poco después el Bélgica quedó atrapado en un bloque de hielo y el 21 de marzo empezó la noche polar de 186 días. Durante ese periodo el doctor Cook registró paulatinamente la presencia de los síntomas de la anemia, según su opinión debidas a carencias e insuficiencias en la nutrición. El 5 de junio murió Emile Danco de lo que Cook llamó «anemia polar», mientras que el marinero Adam Tollefsen padecía delirios. En honor a Danco se le dio a un tramo de costa de la Península Antártica el nombre de «Tierra de Danco».
El barco, mientras tanto, viajó a la deriva con el bloque de hielo en diferentes direcciones, y hasta meses después del final de la noche polar no quedó libre. El tiempo apremiaba, pues a principios de 1899 empezaban los siguientes meses a la sombra, y la muerte acechaba. La tripulación trató de llegar usando sierras y explosivos hasta un canal que veían al horizonte y, un año después de quedar encallados, el 14 de marzo de 1899, los 17 supervivientes a bordo del, contra lo esperado, muy robusto barco, se salvaron. El 5 de noviembre de 1899 el Bélgica volvió al puerto de Amberes.

## Tripulación delBélgica

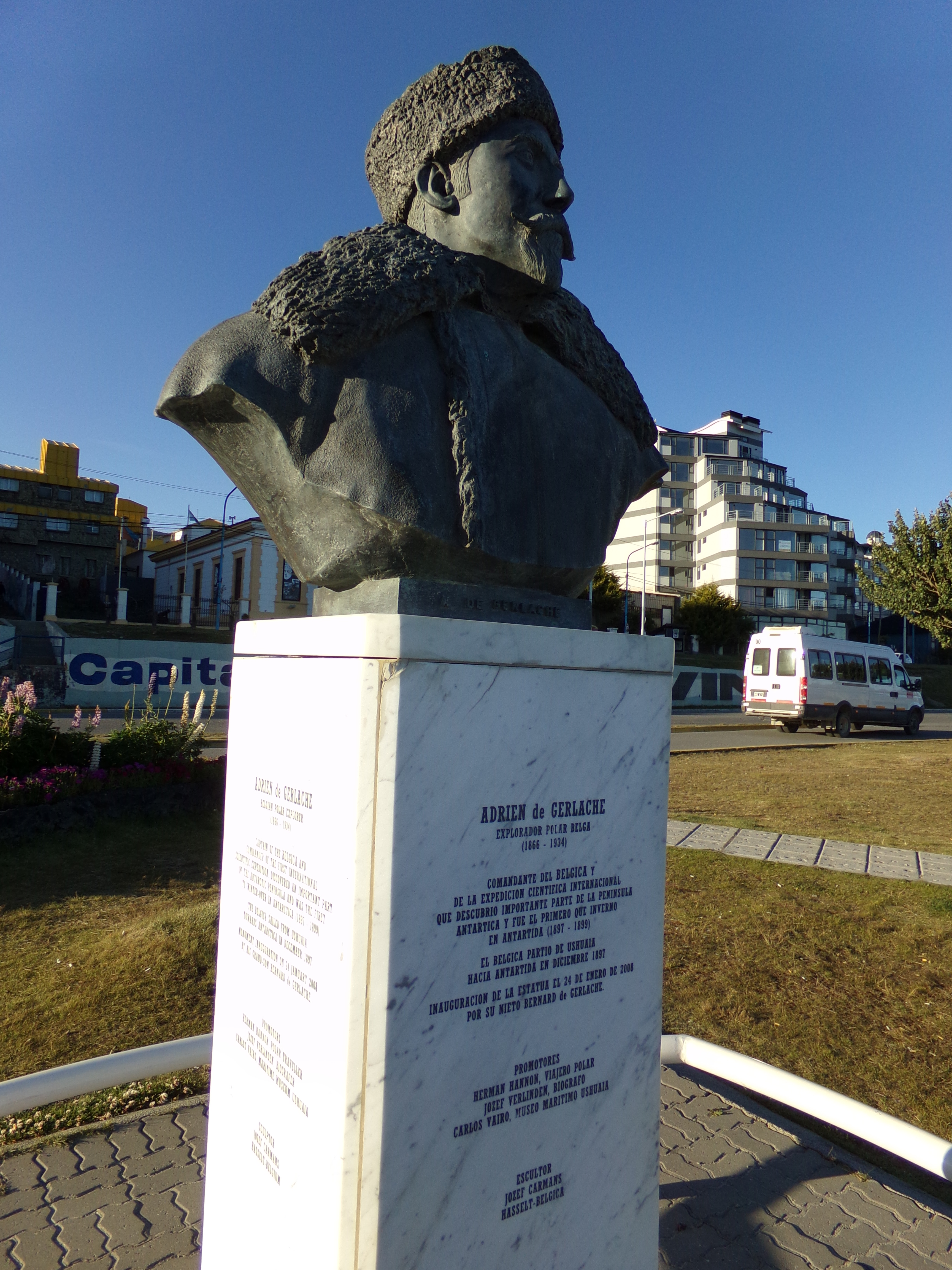
Monumento a Adrien de Gerlache en Ushuaia, Argentina.

- Adrien de Gerlache de Gomery (1866–1934): Bélgica - Líder de la expedición, Capitán
- Georges Lecointe (1869–1929): Bélgica - Observador geofísico, Primer oficial
- Roald Amundsen (1872–1928): Noruega - Segundo oficial
- Henryk Arctowski (1871–1958): Polonia - Geólogo, Oceanógrafo y Meteorólogo
- Emile Danco (1869–1898): Bélgica - Observador geofísico
- Emil Racoviţă (1868–1947): Rumania - Zoólogo y botánico
- Frederick A. Cook (1865–1940): EE. UU. - Médico y Fotógrafo
- Antoine Dobrowolski (1872–1954): Polonia – Meteorólogo
- Jules Melaerts (* 1876): Bélgica - Tercer oficial
- Henri Somers (* 1863): Bélgica – Maquinista
- Max van Rysselberghe (* 1878): Bélgica - Maquinista
- Louis Michotte (1868–1926): Bélgica - Cocinero
- Adam Tollefsen (* 1866): Noruega - Marinero
- Ludvig-Hjalmar Johansen (1872-?): Noruega - Marinero
- Engelbret Knudsen (1876–1900): Noruega - Marinero
- Gustave-Gaston Dufour (1876–1940): Bélgica - Marinero
- Jean Van Mirlo (1877–1964): Bélgica - Marinero
- Carl-August Wiencke (1877–1898): Noruega - Marinero
- Johan Koren (1877–1919): Noruega - Marinero y Zoólogo

## Eponimia
- El cráter lunar de Gerlache lleva este nombre en su honor.